# 高鵬飛 (光緒進士)
高鵬飛（?—?），山東省萊州府昌邑縣人，清朝政治人物、同進士出身。
光緒九年（1883年），参加癸未科殿試，登進士三甲127名。同年五月，著交吏部掣签分发各省，以知县即用。